# The Pas
The Pas (en francés: Le Pas) es una localidad de la provincia canadiense de Manitoba. A veces llamado por los lugareños Paskoyac después de haber sido establecido el primer puesto comercial, llamado Fort Paskoya, construido durante el dominio colonial francés.

## Geografía
Se encuentra a orillas del río Saskatchewan, a unos 15 km al sur del lago Clearwater y a 520 km al sureste de la capital provincial: Winnipeg. Una de las vías de acceso es la autopista 10 de Manitoba.

## Historia
En sus orígenes la población nativa era cree. A finales del siglo XVII Henry Kelsey junto con varios colonos viajaron por la región y se consolidaron en el comercio de las pieles aparte de la pesca, industria maderera y minera, siendo el sustento de sus habitantes durante años.
Inicialmente el lugar se llamaba Paskoya y tiene sus orígenes en la palabra de los Cree para referirse al 'estrecho' (del río). La ciudad finalmente se fundó oficialmente en 1912.
La ciudad alberga hoy en día partes del Colegio Universitario del Norte (UCN), el equipo de hockey sobre hielo OCN Blizzards y el Museo Sam Waller.

## Demografía
| Gráfica de evolución de The Pas entre 1921 y 2021 |
|                                                   |

Con forme al censo de 2016 tiene una población de 5369 habitantes en 2016.

## Festival de Tramperos del Norte de Manitoba
Desde el año 1948 The Pas ha acogido el Festival de Tramperos del Norte de Manitoba cada febrero. Aquí se llevan a cabo varias competiciones, como el deshuesado de la rata almizclera, la pesca en el hielo, las competencias de la motosierra y el hornear del pan bannock. Lo más destacado en ese festival es una carrera de perros de trineo de una distancia de 105 millas, que dura tres días.

## Personas destacadas
- Curt Giles, exjugador de hockey sobre hielo.
- Glen Gulutzan, exjugador de hockey sobre hielo.
- Helen Betty Osborne, joven asesinada de la etnia cree.